# Центральний банк Республіки Вірменія
Центра́льний банк Респу́бліки Вірме́нія (ЦБВ, ЦБ РВ) (вірм. Հայաստանի Հանրապետության Կենտրոնական Բանկ) — центральний банк Вірменії — юридична особа, єдиним засновником якої є Республіка Вірменія, є органом банківського регулювання й банківського нагляду.

## Завдання
Основним завданням є забезпечення стабільності цін у країні. Завданнями Центрального банку також є забезпечення необхідних умов для стабільності, ліквідності, платіжної здатності й нормального функціонування банківської системи Республіки Вірменія та створення і розвиток ефективної платіжно-розрахункової системи. Під час виконання своїх повноважень Центральний банк не залежить від виконавчої влади.

## Голова
Голова Центрального банку є вищою посадовою особою Центрального банку. Голова ЦБВ призначається Національними зборами за поданням президента Республіки терміном на шість років. Заступник голови призначається президентом Вірменії терміном на шість років, члени ради Центрального банку — на п'ять років.
Чинний голова Центрального банку Вірменії — Артур Джавадян
Заступник голови — Нерсес Єріцян
Члени ради: Олег Агасян, Ашот Мкртчян, Агарон Чілінгарян, Арменак Дарбінян, Вахтанг Абрамян